# مراسلة سبقية
المراسلة السبقية، وتعرف كذلك باسم المراسلة المتخصصة، هي نوع من الصحافة يمكن وصفها على أنها نوع من المراسلة الحرفية المتعمقة في قضية أو قطاع أو منظمة أو مؤسسة محددة لفترة من الوقت. يبني المراسلون السبقيون قاعدة من المعرفة واكتساب المعرفة بالموضوع مما يمنحهم الرؤية والقدرة على التعليق بالإضافة إلى ذكر الحقائق المباشرة. مما يميزهم عن الصحفيين الذين قد يغطون أحداثًا مشابهة من وقت لآخر.

## أصل الكلمة
هذه الكلمة الإنجليزية مشتقة من الاسم beat وهو يعني تخصيص مسار منتظم أو طريق معتاد كما هو الحال لرجل الشرطة، وبالمثل فإن مسار المراسل هو الموضوع الذي تم تعيينه من أجل المراسلة.

## الجوائز
تقدم العديد من المؤسسات جوائز للمراسلات السبقية منها جائزة بوليتز للمراسلة السبقية، والتي توقفت في عام 2007، وكانت تعد أشهرها. هناك جوائز أخرى تضم فئة المراسلة السبقية مثل جوائز جيرالد روب والجوائز الكندية جوائز الصحف القومية، وجوائز جمعية صحافيو البيئة.